# Chtelnica
Chtelnica (maďarsky Vittenc) je obec na Slovensku v okrese Piešťany. Nachází se v severní části Trnavské pahorkatiny, na úpatí Malých Karpat v nadmořské výšce 204 m, v údolí Chtelnického potoka. Žije zde přibližně 2 500 obyvatel.

## Dějiny
První písemná zmínka o obci pochází z let 1208–1209 v donační listině krále Ondřeje II. V roce 1258 se Chtelnica okrajově zmiňuje v darovací listině krále Bély IV. Fara se v obci vzpomíná v letech 1332–1337. První písemná zmínka o kostele sv. Jana Křtitele je z roku 1423.

## Památky
- původně gotický kostel sv. Jana Křtitele ze 14. století nad obcí,
- původně renesanční zámek se čtyřmi baštami z roku 1603 s anglickým parkem, jezírkem, alegorickými sochami a rokokovými pavilony,
- barokní kúria z roku 1777,
- kaple Sedmibolestné Panny Marie z roku 1737 (na hřbitově), sv. Kříže přibližně z roku 1720 a sv. Rócha z roku 1688,
- kostel Nejsvětější Trojice z roku 1801,
- původně gotická kaple sv. Juraje z 15. století.

## Rodáci
- Rudolf Tvaroška (1928–2017), generál, sportovní funkcionář a politik